# توني روجرز
توني روجرز (بالإنجليزية: Tony Rogers) هو منافس ألعاب قوى نيوزيلندي، ولد في 30 أبريل 1957.

## وصلات خارجية
- توني روجرز على موقع الاتحاد الدولي لألعاب القوى (الإنجليزية)
- توني روجرز على موقع أوليمبيديا (الإنجليزية)